# 卡莉·乌奇斯
	卡莉-玛丽娜·洛艾萨（英語：Karly-Marina Loaiza，1994年7月17日—），艺名卡莉·乌奇斯（英語：Kali Uchis，/OO-chees/），是一名哥伦比亚裔美国创作型歌手。2012年，发行了她的首张混音带《Drunken Babble》, 2015年发行迷你专辑《Por Vida》。Uchis出現在Kaytranada 2019年的單曲〈10%〉中，該單曲在第63屆格萊美獎上獲得了最佳舞曲录制。她的其他榮譽包括一項全美音乐奖、兩項告示牌音樂獎和五項拉丁格莱美奖提名。
2021年Uchis憑藉第二張錄音室專輯中的單曲〈telepatía〉人氣飆升，在2021年5月22日美國Billboard熱門拉丁歌曲當週排行榜登頂第一名，並在《告示牌》百大單曲榜上排名第25位。2023年2月23日，Uchis發行了熱門歌曲〈Moonlight〉作為《Red Moon in Venus》專輯的第二首單曲，而專輯也進入了告示牌二百大專輯榜第四名。

## 音乐作品

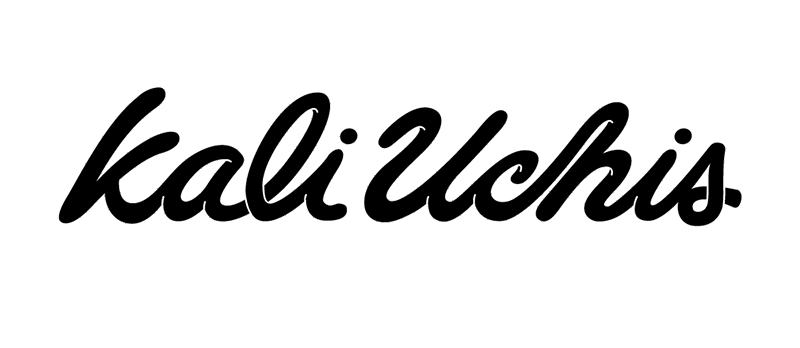
卡莉·乌奇斯的官方logo

### 录音室专辑
- 《Isolation（英语：Isolation (Kali Uchis album)）》（2018年）
- 《Sin Miedo (del Amor y Otros Demonios)》（2020年）
- 《Red Moon in Venus》（2023年）
- 《Orquídeas》（2024年）
- 《Sincerely,》（2025年）

### 混音作品
- 《Sad Girlz Luv Money》（原唱为Amaarae与Moliy）